# Bomolocha umbratilis
Bomolocha umbratilis är en fjärilsart som beskrevs av Paul Dognin 1914. Bomolocha umbratilis ingår i släktet Bomolocha och familjen nattflyn. Inga underarter finns listade i Catalogue of Life.